# San Jerónimo Silacayoapilla
San Jerónimo Silacayoapilla là một đô thị thuộc bang Oaxaca, México. Năm 2005, dân số của đô thị này là 1742 người.